# Erlend Mamelund
Erlend Mamelund (ur. 1 maja 1984 w Helset) – norweski piłkarz ręczny, wielokrotny reprezentant kraju, gra na pozycji rozgrywającego. Od sezonu 2012/13 występuje we francuskiej Division 1, w drużynie Montpellier Agglomération Handball.

## Sukcesy
- 2008: puchar EHF
- 2010: puchar Danii
- 2011: mistrzostwo Norwegii
- 2012: puchar Norwegii